# Baryshev AVB-7,62
Le Baryshev AVB-7,62 est un fusil d'assaut conçu par Anatoly F. Baryshev qui est dérivé de son système d’arme. Il se caractérise par un recul considérablement réduit.

## Variantes

### AB-7,62 et AB-5,45
Le fusil partage près des deux tiers de ses pièces avec l’AKM et l’AK-74. La version 5,45 × 39 mm M74 n’a pas été développée en raison de l’inutilité des cartouches de 5,45 mm, déjà peu puissantes, qui ne sont pas nécessaires pour réduire le recul.
L’arme ne diffère extérieurement de l’AKMS qu’en l’absence d’un tube récupérateur de gaz (une poignée de transport est installée à la place) et d’une conception de crosse différente.
En raison de ces petites différences, leur équilibrage est presque le même, bien que la crosse pliante soit sans aucun doute plus pratique que celle de l’AKMS, mais la différence de tir est significative : le recul n’est presque pas perceptible, le canon n’est pas projeté, son point d’impact est maintenu et la direction de tir est maintenue sans effort.
Parce que la cartouche de fusil d’assaut de 7,62 mm est une cartouche de tir plus douce, les avantages de la nouvelle conception deviennent évidents pour le tireur après plus de cent coups. Selon ses caractéristiques tactiques, l’AB-1 (AB-7,62) n’a presque aucune différence par rapport à l’AKM, mais il permet à l’utilisateur d’effectuer un tir automatique beaucoup plus précis à une plus grande distance.

## Dérivés

### ARGB-85
Le ARGB-85 est un lance-grenades automatique de 30 mm qui utilise des grenades VOG-17 standard. 

### KPB-12,7
Le KPB-12,7 est basé sur l’ARGB-85 et chambré avec une cartouche de 12,7 × 108 mm. Il ne devait pas être intéressant en raison de son analogie de construction avec l’ARGB-85.
Les résultats des tests ont montré une grande réduction du recul, le rendant facilement utilisable comme arme individuelle avec la moitié du poids de l’AGS-17 préexistant.
En raison de la réduction du recul du Baryshev, cette arme peut être tirée à l’épaule, mais elle présente toujours des inconvénients communs à toutes les autres armes Baryshev : fiabilité insuffisante et précision inférieure, lors de l’exécution de tirs au coup par coup, par rapport aux mécanismes d’armes plus conventionnels.

### RAG-30/SAG-30
Le RAG-30 est un prototype (non breveté), avec une alimentation en munitions fournie par un chargeur situé sur le dessus du récepteur, il est donc possible de réapprovisionner le chargeur sans le retirer.